# Gebetbuch Jakobs IV.
Das um 1503 in Gent oder Brügge entstandene Gebetbuch Jakobs IV. von Schottland und seiner Gemahlin Margaret Tudor ist ein Stundenbuch, dessen Ausmalung zu den Höhepunkten der gotischen Gent-Brügger Buchmalerschule zählt. Es befindet sich heute in der Österreichischen Nationalbibliothek in Wien (Inventar Österreichische Nationalbibliothek, Codex Vindobonensis 1897).
Das Gebetbuch besteht aus 493 Seiten, die mit 65 teilweise ganzseitigen Miniaturen geschmückt sind. Alle Seiten sind mit Randleisten umrandet, die in großer Detailtreue Darstellungen von Blumen und Blättern sowie kleinen Lebewesen enthalten. Das Buch wurde von mehreren Künstlern wohl in einer Werkstatt gemeinsam geschaffen. Unter den Bildern finden sich im Kalender zwölf farbenreiche Landschaftsbilder mit Tierkreiszeichen. Auch enthält es zwei Stifterporträts, diese zeigen Jakob IV. von Schottland und dessen Ehefrau Margaret Tudor, Werke, die mit großer Sicherheit erst nach sonstiger Fertigstellung des Buches auf freigelassenen Seiten gemalt wurden und die von dem nach diesen Porträts mit einem Notnamen benannten Buchmaler Meister Jakobs IV. von Schottland stammen.
Es wird vermutet, dass das Gebetbuch ein Hochzeitsgeschenk von Jakob oder eines anderen schottischen Adeligen an Margaret war. Bilder zeigen Jakob vor einem Altar, auf dem der Patron Schottlands, der Apostel Andreas zu sehen ist und Margret ist in Verehrung der Muttergottes gemalt. Die Hochzeit von Jakob und Margret fand 1503 in Schottland statt, und das Buch ist weiter auch mit Abbildungen des Wappens des schottischen Königshauses versehen. Das Gebetbuch hat eine besondere Bedeutung als Memento eines besonderen Ereignisses in der Geschichte Schottlands und gilt weiter als ein bedeutendes Werk der gotischen Buchmalerei der Niederlande.
Das Buch wird manchmal als ein gemeinsames Werk von Gerard Horenbout, Hofmaler der Generalstatthalterin der Niederlande, Margarete von Österreich, und des Maximilians-Meisters betrachtet, zwei der bedeutendsten Vertreter flämischer Buchkunst. Diese Identifizierung ist nicht unbedingt eindeutig nachweisbar.